# Pravdoje Belija
Pravdoje Belija  (Justus Belia), šumarski stručnjak, (2. studenog 1853. u mjestancu Malo Žablje na Ajdovščini u Sloveniji - 15. srpnja 1923. u mjestu Rab na otoku Rabu).

Bio je začetnik organiziranog i znanstvenog gospodarenja šumama te se bavio pošumljavanjem ogoljelih dijelova otoka Raba i Paga.

Njegova velika zasluga je da otok Rab spada u najzelenije otoke naše jadranske obale.

Zaslužan je za nastanak i uređenje parka Komrčar, Suha Punta, šume Frkanj, te uređenja šuma crnog bora (Pinus nigra) na otoku Pagu kao i brojne druge prirodne ljepote koje predstavljaju spomenik njegovog djelovanja.

Osim što je bio šumarski stručnjak, bio je i aktivan član društvenog i kulturnog života te je bio omiljen u narodu zbog čega su mu stanovnici Raba podigli spomenik.

## Životopis
Pohađao je Deželnu kmetijsku šolu u Gorici (1877./78.). Za vrijeme studija morao se uzdržavati vlastitim zarađivanjem (fizičkim radom i instrukcijama đacima, sinovima plemića iz okolice Križevaca).

U Križevcima je studirao na Gospodarsko-šumarskoj školi, gdje je diplomirao 1882. godine.

Kao student bio je član pjevačkog studentskog zbora u Križevcima.

Od djetinjstva je volio prirodu te je s nekoliko kolega studenata polazio na duga pješačenja za vrijeme ljetnih praznika. Iz sjećanja s tih putovanja jedan je moment posebno i često isticao, kad je s jednim kolegom iz ličkog zaleđa pješke stigao na Velebit i ugledao goletne otoke Kvarnera, u njemu se rodila želja da se
posveti pošumljavanju jednog od tih otoka.

Prva mu je služba bila u Drnišu, gdje je ostao vrlo kratko. Zatim dolazi 1883. na otok Rab i na njemu ostaje cijelog života na dužnosti općinskog nadšumara (od 1886.÷1920.).

Tadašnjoj općinskoj upravi bilo je stalo da joj novopridošli šumar organizira iskorištavanje šuma na otoku, koje su se dotada sjekle bez ikakvog sistema i reda.
Prodajom i izvozom ogrjevnog drveta (uglavnom za Trst i Veneciju), osigurao je trajan prihod za pokriće rashoda općinskih službi.

Belija je s velikim oprezom prišao i pitanju pošumljavanja otoka. Podigao je rasadnik u uvali Sv. Margarita na poluotoku Kalifrontu, daleko od grada, gdje se uglavnom šuma iskorištavala. Išao je na svakodnevni zadatak organiziranja sječe šuma, gdje je u kratkom vremenu uveo red, a najveći dio svog stručnog radnog vremena provodio je u rasadniku, pripremajući mlade biljke za ozelenjivanje otoka Raba.

Prema zapisima pronađenim u samostanu Sv. Eufemija u Kamporu prva organizirana pošumljavanja na otoku Rabu započela su 1885. pod vodstvom šumara Belije.

U zapisima stoji zapisano ovo:
“Dana 2. XI. 1890. godine, u 4 sata u jutro, sa 25 radnika općinski nadšumar Pravdoje Belia počeo je pošumljavati goli Komrčar. Radilo se po noći, jer je postojalo nerazumijevanje općine i gradskih masa za ovaj plemeniti poduhvat. Rad je bio nekoliko puta uništen i zabranjivan, tako da se je Komrčar uspio potpuno zašumiti tek 1905. godine.”

Zaslužan je za nastanak i uređenje šumskih predjela izuzetnih prirodnih ljepota — pravih bisera prirode. Osim park-šume Komrčar koja se prostire na 12 ha, podigao je i druge borove kulture: Frkanj na 36 ha, Suha Punta na 2 ha, Kalifront-Topale na 4 ha, Vrtić na 3 ha, Lopar na 8 ha i mnoge borove šumice na privatnim posjedima u selu Mundanije i Loparu te šumu Kočajnik na otoku Pagu.

Najljepše šumske površine nalaze se na poluotoku Kalifrontu gdje se po ljepoti posebno ističe šuma bogata hrastom crnikom (Quercus ilex L.) – šuma Dundo koja ima status rezervata šumske vegetacije na površini od 106,5 ha.

## Radovi na pošumljavanju
Naglim razvojem šumarske znanosti krajem XIX. st. došlo se je do spoznaje da preostale šume treba sačuvati od uništenja, jer su neophodne za život i zdravlje ljudi.

Park-šumu Komrčar, (danas zeleni dragulj otoka Raba), podigao je na pašnjačkoj površini od 12 ha prije sto godina velikim trudom šumar Pravdoje Belija.
Kao predkulturu uzgojio je sastojinu alepskog bora (Pinus halepensis) u koju je kasnije unosio čemprese, šmrike i zimzelene listače: crniku, zeleniku, lovor, mirtu i dr.

Za pošumljavanje golih kamenjara na Rabu i Pagu uzeo je šumar Belia alepski i brucijski bor, a za staništa Lopar i crni bor. U makiji Kalifront podigao je sastojine primorskog bora sjetvom sjemena u gnijezda, dakle, izabrao je način, tehniku rada i izbor vrsta koje se i danas primjenjuju u vrijeme razvijene šumarske znanosti i prakse.

U šumi Fruga proveo je takav režim uzgoja kojim je nastojao iz makije podići i uzgojiti visoku crnikovu šumu. To je ostvario ograđivanjem zemljišta visokim suhozidima i zabranom ispaše (koza), ograničavanjem broja stoke na šumskim pašnjacima, zabranom pustopaše (paša stoke bez pastira) i uvođenjem pregonske ispaše [manji dijelovi pašnjaka (pregoni) na kojima se stoka napasa] na krškim pašnjacima.

Spomenuti radovi u stručnom pogledu zaslužuju najvišu ocjenu, jer je svaka biljka, svaki borić, posađen pod neposrednom upravom i uputama šumara koji je uporno upućivao i svojom rukom vodio ruku radnika, pokazujući mu kako treba saditi i ograđivati mladu sadnicu.
Tako veliki postotak primanja posađenih biljaka u vrlo teškim ekološkim uvjetima mogla je osigurati samo ruka odličnog stručnjaka i primjena njegovog stručnog znanja pri pošumljavanju.

## Interes zafloristiku
Osim šuma, Belija je u svojim vrtovima uzgajao razne sorte voća i povrća. Mnogi ratari na otoku počeli su tada uzgajati voće i povrće po uzoru i prema poukama koje im je on nesebično davao.
Belija je bio ne samo izvanredan šumarski stručnjak i organizator, već je bio jedan od najboljih poznavaoca prirode i flore cijelog otoka. Stručnost i ljubav za prirodu izraženi su kod njega na svakom koraku. Surađivao je s našim poznatim botaničarom prof. Dragutinom Hircem, koji je s njegovom pomoći napisao opsežnu knjigu „Flora i fauna otoka Raba“. Njih dvojica su održavali trajne kontakte upravo zbog uzajamnog interesa za floru.

## Turistički i politički radnik
Od 1887. spominje se Belija u bogatoj literaturi o Rabu ne samo kao šumarski stručnjak već također kao važan turistički radnik. Bio je stalni pratilac svih putopisaca i stranaca, koji su pisali o otoku Rabu. Na svakom mjestu isticao je potrebu ozelenjavanja otoka i stvaranja osnove našeg turizma, govoreći da je more i zelenilo otoka Raba njegova budućnost.

Od 1889. je tumač njemačkog jezika, kada su došli prvi predstavnici iz Beča, da bi se s općinom Rab dogovorili o izgradnji turističkog Raba.

1909. je izgradio Penzion Belia i prvi uveo tekuću vodu po sobama.

Isticao se je kao društveno-politički radnik i aktivno sudjelovao u hrvatskom klubu na otoku Rabu pri očuvanju narodnog duha pod austrougarskom monarhijom, posebno pod talijanskom okupacijom otoka od 1918.÷21.

Godine 1913. organizirao je gradsko glazbeno društvo i bio njegov prvi predsjednik.

## Spomen-ploča i kip
Zelene šume otoka Raba ostat će trajan spomenik vrijednom šumaru Pravdoju Beliji i svim njegovim sljedbenicima koji su sudjelovali u ozelenjivanju otoka Raba.

Nakon smrti 1924. postavljena je spomen-ploča u gradskom parku, a kip poprsja postavljen je 1974. kao znak priznanja sadašnjih generacija otoka Raba svom zaslužnom šumaru.